# Leptotarsus (Longurio) versfeldi
Leptotarsus (Longurio) versfeldi is een tweevleugelige uit de familie langpootmuggen (Tipulidae). De soort komt voor in het Afrotropisch gebied.